# Repressione del dissenso nell'Italia fascista
La repressione del dissenso nell'Italia fascista indica l'attività posta dal regime fascista in Italia durante il ventennio tesa a reprimere qualunque manifestazione di dissenso o comunque contraria al regime e alla sua ideologia.

## Il contesto storico e lafascistizzazionedelle istituzioni
La situazione del periodo del primo dopoguerra si può trarre anche da un'intervista con Giuseppe Di Vittorio di Felice Chilanti:
Riguardo al periodo fra le due guerre particolarmente significativo è il seguente scritto tratto dal sito internet del Ministero dell'Interno:
Le premesse alla completa fascistizzazione dei corpi e degli organi di repressione dello Stato sotto il regime fascista sono chiarite poi nel discorso dello stesso Benito Mussolini, tenuto il 26 maggio 1927:
Signori! è tempo di dire che la Polizia va, non soltanto rispettata, ma onorata. Signori: è tempo di dire che l'uomo, prima di sentire il bisogno della cultura, ha sentito il bisogno dell'ordine. In un certo senso si può dire che il poliziotto ha preceduto, nella storia, il professore, perché se non c'è un braccio armato di salutari manette, le leggi restano lettera morta e vile. Naturalmente ci vuole il coraggio fascista per parlare in questi termini.

L'onorevole Luigi Federzoni ha lasciato una legge di Pubblica Sicurezza. Abbiamo in Italia 60.000 carabinieri, 15.000 agenti di polizia, 5.000 metropolitani, 10.000 appartenenti alle Milizie, diremo così, tecniche: la Milizia Ferroviaria, la Portuale, la Postelegrafonica, la Stradale; tutte Milizie e Polizie che compiono un servizio regolare, perfetto ed utile. Poi abbiamo la Milizia Confinaria e finalmente la Milizia Forestale. Io calcolo che il regime ha un complesso di 100.000 uomini come forza di Polizia. È un numero imponente.

Bisogna epurare la Polizia, specie quella in borghese. Io non ho voluto aumentare il numero delle divise, non ho voluto cioè che i 15.000 agenti in borghese avessero la divisa.

Ma quando la polizia è in borghese e non controllabile attraverso l'uniforme, deve essere scelta, cioè deve essere composta di cittadini irreprensibili, zelanti e silenziosi. Tutti coloro che non hanno questi attributi, io li mando a spasso senza pietà. Così, in questi mesi, ho allontanato sette questori, quattro vice-questori, venti commissari, sei commissari aggiunti, cinque vice-commissari, ed ho fatto una rapida pulizia, ho dato un colpo di «ramazza» in quella Questura di Milano che non mi è mai piaciuta. Sono in corso altri 52 collocamenti a riposo di funzionari e di 37 impiegati del gruppo C. Ma questo è il principio dell'epurazione. Dovrà essere continuata.
Poi bisogna dare i mezzi alla Polizia. La delinquenza moderna è avanzatissima, come progresso! Conosce la chimica, la fisica, la balistica, adopera tutti i mezzi più veloci. La Polizia italiana aveva ancora le vecchie automobili, che col rumore della loro incomposta ferraglia si annunziavano di lontano al delinquente, che faceva in tempo a fuggire. Abbiamo portato le autovetture della Questura da 161 a 611. Tutti i comandi di legione dei carabinieri hanno un'automobile. Altrettanto dicasi di tutti i comandi di legione della Milizia volontaria. La polizia dispone oggi, quindi, di 774 autovetture, di 290 camions, di 198 motocicli, di 48 natanti e motoscafi, e di 12.000 biciclette.»
Il fascismo attuò una serie di riforme nei confronti delle varie forze dell'ordine operanti nel paese, nel 1922 fu costituita la Milizia volontaria per la Sicurezza Nazionale sciogliendo il Corpo delle Guardie Regie di pubblica sicurezza e il corpo degli agenti investigativi che furono assorbiti nei Carabinieri salvo poi nel 1923 ricostituire il Corpo degli agenti di pubblica sicurezza che riprendeva se non altro la tradizione dei disciolti corpi, in parte anche per riguadagnare il consenso presso le forze dell'ordine, molto abbassato dallo scioglimento precedente (che aveva collateralmente minato anche l'armonia interna fra i carabinieri, nei quali erano stati indiscriminatamente versati gli ex-poliziotti). La MVSN assorbì il Corpo delle guardie forestali creando la Milizia nazionale forestale. Nel ventennio quindi venne a crearsi una diarchia tra le varie forze dell'ordine, che ebbe nel 1943 non poche ripercussioni sulla fine del regime; fedeli al sovrano erano i Reali Carabinieri e la Regia Guardia di Finanza, mentre erano fedeli al Duce la MVSN, il Corpo degli Agenti di Pubblica Sicurezza e l'Ovra, la polizia politica segreta.

## Il contributo dell'Arma dei Carabinieri
Un'inchiesta socialista sulle gesta dei fascisti in Italia fu avviata da Giacomo Matteotti. Di essa si riporta uno stralcio:
A Loreo i fascisti su di una strada assaltarono un povero disgraziato, lo picchiarono e poi si presentarono al comando dei carabinieri dichiarando di avergli sequestrata una rivoltella. I carabinieri, invece di arrestare coloro che lo avevano picchiato e assalito e perquisito, sostituendosi se mai alla pubblica autorità, arrestarono lo stesso disgraziato e insultato. Sono metodi e sistemi che hanno perfino meravigliato l'autorità politica. Perciò la mia interrogazione era diretta al ministro della guerra, troppe volle assente in questi banchi della Camera, per sentire le sue responsabilità.

Ho detto che il sottoprefetto era avvisato della presenza dei fascisti in Adria, e la notte che andarono a prendere nella sua casa il Presidente della Deputazione Provinciale, i carabinieri perciò appunto dormivano profondamente e non udirono nulla, mentre per due o tre ore in città si udirono spari, inseguimenti, rumori. Nessun carabiniere apparve se non alle 4,40 del mattino, quando, come nell'episodio dei Maestri Cantori, i ladri e gli assassini erano scappati, la luna sorgeva e tutto era ritornato in tranquillità. Fino a questo si arriva : che, mentre lo chauffeur che ha condotto l'automobile assassina di Pincara ha deposto e indicato persone; mentre è noto chi montava l'automobile chi la pagò, chi andò a compiere l'assassinio, il procuratore del re, ancora dopo parecchi giorni, mi dichiarava che non sapeva nulla, e che egli non ha l'abitudine di leggere i giornali.

"La viltà è un atto d'eroismo" - Qui non si tratta di fatti singoli, di piccola polizia..... Ma qui si tratta piuttosto di riconoscere una organizzazione, una associazione a delinquere, la quale si vanta nei giornali, con manifesti, vistati dalle vostre autorità, che minacciano di morte determinate persone, di organizzare queste spedizioni e queste rappresaglie.....(sempre organizzazione a delinquere)...., lasciate intatta. Se avviene mai che qualche avversario sia bastonato, allora sono arrestati i capilega, il Sindaco, gli Assessori ...

... la stampa tace sugli avvenimenti della provincia di Rovigo..... che anche la viltà è un dovere, un atto di eroismo ... più oltre tacere ai nostri che la disciplina può segnare la loro morte  ... che si lascino uccidere ad uno ad uno, sgozzare uno per uno, per amore della nostra disciplina ... Voi del Governo assistete inerti o complici. Noi non deploriamo più ... la Camera è avvertita.»
All'Arma dei Carabinieri fu affidata la repressione del dissenso politico e lo sviluppo di un imponente sistema di spionaggio interno. Dal 1931 al 1938 partirono 3.940 proposte di assegnazione al confino, 4.468 proposte di ammonizione sempre per motivi politici.
Con l'istituzione del tribunale speciale per la sicurezza dello stato, venne costituito un ufficio di polizia giudiziaria al suo interno interamente composto da ufficiali e sottufficiali dell'Arma. Tale ufficio aveva il compito di fare accertamenti con la pubblica sicurezza e con le altre forze di polizia, e di presidiare durante le sentenze dello stesso tribunale
Mussolini tuttavia non si fidava appieno dell'esercito, nel quale vi erano state grosse defezioni di soldati postisi al fianco dell'ala anarco-bolscevico-sovversiva degli Arditi di Trieste poi confluiti negli Arditi del Popolo insieme ai legionari dell'Impresa di Fiume, e dei Bersaglieri di Ancona. A disturbare Mussolini era stato anche il familiarizzare fra soldati e rivoltosi nella difesa di Parma del 1922. Né Mussolini poteva fidarsi delle associazioni di reduci e dei loro legami con settori militari, in cui vi erano personalità monarchiche antifasciste, incluso Pietro Badoglio.
Fra il personale rimosso nelle circostanze indicate da Mussolini nel suo discorso, vi erano anche Guido Jurgens (per i fatti di Sarzana), capitano dei carabinieri; Federico Fusco (vedi Difesa di Parma del 1922), prefetto di Parma; Vincenzo Trani, ispettore generale di pubblica sicurezza, a cui è stato poi dedicato il film tratto dal libro Un poliziotto per bene di Luigi Faccini.
La citazione che segue, da Renzo De Felice, testimonia quanto Mussolini riuscì a rendere efficace quanto aveva programmato (vedi anche fascismo e questione ebraica):

## Gli altri corpi di polizia
Correlazioni fra l'operato dei corpi di polizia e le azioni del nascente antifascismo sono testimoniate dal libro di Angelo Tasca Nascita e avvento del fascismo - Il fascismo. Inchiesta socialista sulle gesta dei fascisti in Italia (Edizioni Avanti!, Milano, 1968), ristampa di un volume pubblicato nel 1921 sempre dalle Edizioni Avanti! che successivamente si occuperanno anche del libro che illustra la rivolta popolare antifascista del 30 giugno 1960 di Genova.
Per quanto riguarda gli altri corpi di polizia, mentre se i carabinieri, seppur in maniera minoritaria parteciparono alla Resistenza, durante il susseguirsi degli eventi per quanto riguarda gli altri corpi di polizia l'asservimento al regime fascista fu totale, escludendo pochi casi ormai ben documentati. Giovanni Palatucci, probabilmente venduto ai nazisti da qualche suo collega (si evince dalla sua storia), ebbe contatti con la Resistenza solo per organizzare la fuga di ebrei nel suo umanissimo e rischiosissimo lavoro che portò alla salvezza di migliaia di appartenenti alla gente ebraica.
Ettore Troilo, nel dopoguerra, la cui rimozione da prefetto di Milano per i suoi contatti con la Resistenza di matrice azionista, provocherà una sommossa. Mentre nella fase dell'ascesa del fascismo ci saranno i casi dell'ispettore generale Vincenzo Trani e del prefetto Federico Fusco, uomini assolutamente non di sinistra ma non graditi al fascismo per la loro applicazione imparziale delle leggi, che verranno epurati.
Il corpo di polizia, sviluppatissimo durante il fascismo, annovererà al suo interno le più tristemente note bande di torturatori (che operavano nelle altrettanto tristemente note ville tristi): erano affiliate alla pubblica sicurezza dalla banda Koch, il cui capo fu appunto eliminato dai carabinieri, alla banda Collotti e alla banda Carità ai torturatori della Casa dello studente di Genova o al tristemente noto a Genova prefetto Carlo Emanuele Basile con i suoi "editti" di deportazione di operai e tecnici in Germania.
Le misure delle autorità in caso di sciopero bianco o di allontanamento dal lavoro
Lavoratori
c’è un vecchio proverbio che dice: Uomo avvisato è mezzo salvato. Vi avverto che qualora crediate che uno sciopero bianco possa essere preso dall’Autorità come qualcosa di perdonabile, vi sbagliate, questa volta.
Sia che incrociate le braccia per poche ore, sia che disertiate il lavoro, in tutte e due i casi un certo numero di voi tratti a sorteggio verrà immediatamente, e cioè dopo poche ore, inviato, non in Germania, dove il lavoratore italiano è trattato alla medesima stregua del lavoratore di quella Nazione nostra alleata, ma nei campi di concentramento dell’estremo Nord, a meditare sul danno arrecato alla causa della Vittoria: di una Vittoria da cui dipende la redenzione della nostra Patria disonorata non dal suo popolo eroico ma dal tradimento di pochi indegni.
Il capo della Provincia
Carlo Emanuele Basile»
- Risultano deportati, infatti circa duemila operai genovesi in vari lager austriaci e tedeschi;di cui 1220 presso il Campo di concentramento di Mauthausen[12], con presenza pure di tecnici e ingegneri, fra cui Mario Magonio, genovese soprannominato Il Burattinaio di Mauthausen,[13] che al momento dell'arresto faceva l'operaio ai cantieri Ansaldo di Genova, e "incominciò" il mestiere di burattinaio proprio nel campo di concentramento per alleviare un po' il peso della prigionia dei compagni.

L'ex prefetto Carlo Emanuele Basile, nel dopoguerra sarà, per la sua presenza a Genova onde presiedere il congresso missino, una delle cause scatenanti la rivolta antifascista di Genova del 30 giugno 1960.
Per tale vicenda di Genova scriverà Sandro Pertini nella presentazione del libro A Genova non si passa di Francesco Gandolfi (edizioni Avanti!! del 1960), libro dedicato alla rivolta antifascista di Genova:

## Repressione delle critiche alle singole decisioni governative
Il fascismo represse anche le critiche su singoli aspetti dell'attività di governo e non risparmiò l'alta società del tempo. Ad esempio, uno dei massimi esponenti dell'imprenditoria degli anni venti, Riccardo Gualino, pur non avendo posizioni antigovernative, criticò la politica economica fascista di rivalutazione della lira sul dollaro (Quota 90) e per questo nel 1931 venne condannato al confino.

## Gli omicidi Rosselli e Schiavi
Sull'uccisione di Carlo e Nello Rosselli è interessante produrre questo estratto: 
Fra gli organizzatori sarà implicato anche Mario Roatta, protagonista di una rocambolesca e inspiegabile fuga, nel dopoguerra, della prigione.
E ancora, il metodo utilizzato contro Lea Schiavi ricorda il complotto ordito nel 1937 nell'ambito del Ministero degli Esteri (Galeazzo Ciano) e del SIM (il colonnello dei carabinieri Santo Emanuele) per togliere di mezzo Carlo Rosselli. Anche in quel caso, subito dopo l'assassinio, fonti fasciste tirano in campo inesistenti responsabilità sovietiche, in cui è implicato il colonnello dei carabinieri Santo Emanuele.
Tra i personaggi più influenti nel campo delle operazioni internazionali spicca la figura del colonnello dei carabinieri Ugo Luca, veterano nel campo delle operazioni coperte, attivo sin dalla grande guerra nei servizi speciali e specialista del Medioriente.
Profondamente turbata dalla visione delle persecuzioni razziali, decide di opporsi, per quanto le è possibile, alla guerra dell'Asse. A Bucarest conosce l'americano Winston Burdett, corrispondente della Columbia Broadcasting Corporation, col quale si fidanza e avvia un'attività informativa in favore degli angloamericani.
La donna lavora per la Transradio Press, con lo spirito di una combattente contro i nazifascisti; attivista del Movimento Libera Italia (Free Italy Movement), ne diviene propagandista nei circoli dell'emigrazione.
Il SIM accredita (per l'omicidio di Lea Schiavi) una matrice sovietica, ma le autorità russe smentiscono categoricamente ogni loro coinvolgimento. Prende forza la tesi dei mandanti italiani, ovvero del controspionaggio in combutta con elementi della rappresentanza diplomatica di Ankara: il principale indiziato è il colonnello Ugo Luca, "addetto commerciale" dell'ambasciata d'Italia in Turchia.
Il 21 aprile 1945 Burdett si reca a Roma e denunzia alla magistratura l'ufficiale dei carabinieri; costui, alla presenza del funzionario dell'ambasciata di Ankara Lauro Laurenti, avrebbe "per ben due volte dichiarato che egli era personalmente responsabile per avere, in seguito ad istruzioni pervenutegli da Roma, organizzato l'assassinio di Lea Schiavi, notoria antifascista".
Inoltre i nuovi mezzi di comunicazione facilitano la repressione a danno dell'antifascismo:
Invece, per quanto riguarda l'avvento del fascismo
Va ricordato che carabinieri, al comando del capitano Guido Jurgens, e Arditi del Popolo impartirono una pesante sconfitta agli squadristi fascisti calati per dare una lezione ai sovversivi della roccaforte spezzina.
Altrettanto chiaro è il giudizio su Benito Mussolini sul metodo usato per la presa del potere, si legge sempre nel sito web dei Carabinieri:
Ma mano a mano che il regime venne affermandosi, quei progetti che erano tesi a creare una polizia al servizio del partito (fascista) e delle autorità si fecero palesi. All'inizio della sua scalata al potere, pur affidando alla sola Arma dei Carabinieri il servizio di polizia, sciogliendo la "Guardia Regia" e facendo confluire nell'Arma il Corpo delle Guardie di Pubblica Sicurezza e i 12.000 uomini del "Ruolo Specializzato" - regio decreto 31 dicembre 1922 - il fascismo preparò l'attuazione di tale disegno.»
Sempre dal sito dell'Arma si trae anche un'informazione su come componenti della chiesa si fossero organizzate in modo militare contro il sovvertivismo
Anche in colonia la situazione era di repressione verso qualunque ideologia non fosse conforme al fascismo:
Dal gennaio 1925, il potere di Mussolini era ormai ben saldo e il processo di fascistizzazione delle istituzioni e della società in quest'anno, si delineava in maniera netta, più che prima. Una delle sue prime preoccupazioni del Duce, fu quello del riassetto delle forze di polizia e più in generale dei corpi armati.

Nel campo delle forze di Polizia (qui quello che ora più ci interessa) si avvertì l'esigenza di creare uno strumento proprio che fosse fedele allo Stato fascista piuttosto che allo Stato di diritto e che si caratterizzasse come un corpo esclusivamente poliziesco repressivo. L'arma dei carabinieri aveva ben svolto un ruolo repressivo durante tre anni di transizione, ma dalla polizia il fascismo voleva molto di più: una presenza effettiva capillare nella società, il controllo totale della vita pubblica e privata di tutti i cittadini. Non solo repressione, quindi, ma anche vigilanza di prevenzione. Per raggiungere quest'obiettivo era necessario un corpo alle dirette dipendenze del Ministro dell'Interno, (di Mussolini, quindi, che ricoprì ad Interim la carica una prima volta dal 31.12.1922 al 17.6.1924 [dal 17.6.1924 al 6.11.1926 il dicastero venne retto da Luigi Federzoni] e una seconda la più lunga e la più importante dal 6.11.1926 al 25.7.1943 quando fu arrestato) che avesse notevole celerità e mobilità nell'intervento.»
E ancora

## I campi di internamento
Va considerato anche che un certo numero di campi concentramento italiani furono retti o ebbero la partecipazione di carabinieri. Particolare importanza ha il periodo in cui i campi di concentramento italiani furono allestiti. Di certo, otto campi di concentramento fascisti e/o nazifascisti furono retti da carabinieri:
Una testimonianza, quella di Slavko Malnar
Secondo studi recenti fra i campi di internamento che ebbero la partecipazione dei carabinieri vi furono anche quelli di Campagna, in provincia di Salerno, ovvero i campi denominati Campo San Bartolomeo e Campo della Concezione:
[...]

Con un telegramma datato 8 settembre 1939 l'allora Prefetto Bianchi, pur facendo presente al Ministero dell'Interno che esistevano diverse località idonee alla costituzione di colonie per confinati comuni nella provincia di Salerno, propose Campagna.

Anche a Sassoferrato i reclusi erano "affidati" ai carabinieri che non risultano in relazione al campo comunque presente ma per la vigilanza ai lavori forzati.»
E ancora:
Sui lager della Toscana dimenticati:
Riguardo alla situazione nel Mezzogiorno d'Italia:

Per quanto riguarda la generalità dell'immediato dopoguerra dall'analisi di Mario Coglitore, autore del libro "La notte dei gladiatori, omissioni e silenzi della Repubblica", (Calusca edizioni, Padova 1992) scrive: 
Un caso collegato alla situazione sopradescritta è quello relativo al prefetto Ettore Troilo, ad esempio, cioè la successiva epurazione dai corpi di polizia di coloro che avevano avuto legami e/o erano stati appartenenti alla Resistenza. Interessante risulta altresì quanto scrive il sito dei bersaglieri in merito alle mancate epurazioni di fascisti e facili amnistie all'interno degli organi di polizia e dei servizi: